# De wonderpop
De wonderpop is een stripverhaal uit de reeks van Puk en Poppedijn. Het is geschreven door Piet Wijn en gepubliceerd in De Spiegel van 20 februari 1965 tot en met 29 mei 1965. Het is het tweede verhaal uit de reeks en bestaat uit 15 pagina's, genummerd van 1-2 tot 15-2.

## Het verhaal
Wanneer Puk door de stad loopt, ziet hij een rijke man zijn zusje Poppedijn een schop geven. Puk wordt woedend en geeft op zijn beurt de man een schop. Dan blijkt het een misverstand te zijn. Het is een "mamma"-zeggende pop, die sprekend op Poppedijn lijkt. De rijke man blijkt hofmaarschalk Bozerick te zijn, die een sprekende pop voor prinses Primula moest kopen. De hofmaarschalk neemt Puk mee naar het paleis en zet hem in de gevangenis. Hij komt pas vrij als de poppenmaker een deugdelijke sprekende pop kan afleveren.
Ondertussen is Poppedijn met haar moeder op zoek gegaan naar Puk en komen ze de poppenmaker tegen. Deze vertelt wat er gebeurd is. Hij komt met het idee om van Poppedijn een sprekende pop te maken, door een sleuteltje in het rugpand van haar jurk te naaien en met wat poeder haar gezicht bleek te maken. Wanneer ze haar armen en benen dan stijf houdt is ze net een echte pop. Zo kan Poppedijn het paleis in komen en wordt Puk vrijgelaten. Dit tot ongenoegen van de hofmaarschalk, die rijk wil worden door steeds maar weer nieuwe poppen te kopen waarvoor hij meer declareert dan dat ze werkelijk kosten. Maar nu de prinses een echte sprekende pop heeft hoeft ze geen nieuwe poppen meer te hebben.
's Nachts steelt Bozerick de "wonderpop" Poppedijn uit het bed van de prinses en sluit haar op in een geheime kamer. Diezelfde nacht sluipen Puk en de poppendokter het paleis in met de echte pop en plaatsen die in het bed van de prinses. Wanneer de prinses wakker wordt merkt ze dat de pop alleen nog maar "mamma" kan zeggen. De hofmaarschalk denkt dat de pop ontsnapt is en gaat er dan vandoor met het geld dat hij gestolen heeft van de koning. Als hij de poort uitgaat rijdt hij koning Karmozijn omver. Deze stuurt soldaten achter de hofmaarschalk aan om hem te vangen.
Inmiddels heeft prinses Primula de pop uit het raam gegooid. Puk ziet dit en denkt dat het Poppedijn is. Als hij merkt dat het de pop is gooit hij haar over de heg, waarbij andermaal de koning omvergeworpen wordt. Poppedijn is inmiddels ontsnapt uit de geheime bergplaats, die Bozerick had laten openstaan, en is naar de prinses gegaan. Op het moment dat de koning de pop een pak slaag geeft komen Primula en Poppedijn ook naar buiten.
Even later legt de poppendokter het hele verhaal uit. Hofmaarschalk Bozerick wordt in het cachot gestopt en Poppedijn moet voor straf voortaan elke maand enkele dagen in het paleis komen logeren om met prinses Primula te spelen.

## Uitgaven

### Achtergronden bij de uitgaven
- Het verhaal is gepubliceerd in De Spiegel van 20 februari 1965 tot en met 29 mei 1965. Elke week verscheen er een pagina.
- Het verhaal is nooit in een reguliere albumreeks uitgegeven. Pas in 1995 zijn alle verhalen verschenen in drie luxe banden.